# Exetastes songicus
Exetastes songicus là một loài tò vò trong họ Ichneumonidae.